# Chilton Allan
Chilton Allan (* 6. April 1786 im Albemarle County, Virginia; † 3. September 1858 in Winchester, Kentucky) war ein US-amerikanischer Politiker. Zwischen 1831 und 1837 vertrat er den Bundesstaat Kentucky im US-Repräsentantenhaus.

## Werdegang
Im Jahr 1797 kam Chilton Allan mit seiner Mutter nach Winchester, wo er die öffentlichen Schulen besuchte. Zeitweise erhielt er auch Privatunterricht. Danach machte er eine dreijährige Lehre als Stellmacher. In seiner Freizeit studierte er Jura. Nach seiner 1808 erfolgten Zulassung als Rechtsanwalt begann er in Winchester in diesem Beruf zu arbeiten. Gleichzeitig schlug er eine politische Laufbahn ein. In den Jahren 1811, 1815, 1822 und 1830 war er Abgeordneter im Repräsentantenhaus von Kentucky. Zwischen 1823 und 1827 gehörte er dem Staatssenat an. In den 1820er Jahren schloss Allan sich der Bewegung um Präsident John Quincy Adams an. Daraus entstand zunächst die National Republican Party und 1835 die Whig Party. Allan wurde nacheinander Mitglied beider Parteien.
Bei den Kongresswahlen des Jahres 1830 wurde er als Kandidat der Nationalrepublikaner im dritten Wahlbezirk von Kentucky in das US-Repräsentantenhaus in Washington, D.C. gewählt, wo er am 4. März 1831 die Nachfolge von James Clark antrat. Bis zum 3. März 1833 vertrat er diesen Distrikt im Kongress. Bei den beiden folgenden Wahlen wurde er im zehnten Bezirk von Kentucky in das US-Repräsentantenhaus gewählt. Dieses Gebiet vertrat er dort zwischen dem 4. März 1833 und dem 3. März 1837 als Nachfolger von Christopher Tompkins. Seit dem Amtsantritt von Präsident Andrew Jackson im Jahr 1829 wurde innerhalb und außerhalb des Kongresses heftig über dessen Politik diskutiert. Dabei ging es um die umstrittene Durchsetzung des Indian Removal Act, den Konflikt mit dem Staat South Carolina, der in der Nullifikationskrise gipfelte, und die Bankenpolitik des Präsidenten. Zwischen 1833 und 1835 war Allan Vorsitzender des Ausschusses, der sich mit der Verwaltung der US-Territorien befasste.
1836 verzichtete er auf eine erneute Kandidatur für den Kongress. Zwischen 1837 und 1839 gehörte er einem staatlichen Ausschuss zur Verbesserung der Infrastruktur in Kentucky an. Im Jahr 1842 war er noch einmal Abgeordneter im Repräsentantenhaus von Kentucky. Ansonsten praktizierte er wieder als Anwalt. Chilton Allan starb am 3. September 1858 in Winchester. Er war Sklavenhalter.